# نيستان (تشناران)
نيستان (بالفارسية: نیستان) هي قرية تقع في قسم بيزكي الريفي (مقاطعة تشناران) في إيران. يقدر عدد سكانها بـ 39 نسمة بحسب إحصاء 2016.